# Каргар, Мохаммад Шакир
Мохаммад Шакир Каргар (дари محمد شاکر کارگر; род. 2 февраля 1967 года, Андхой, Фарьяб, Королевство Афганистан) — афганский политик и государственный деятель. В разные года занимал должности в правительстве Афганистана, был главой администрации Президента Исламской Республики Афганистан с 31 марта 2020 по 15 августа 2021 года.

## Биография

### Ранние годы
Родился 2 февраля 1967 года в городе Андхой провинции Фарьяб на северо-западе Афганистана. Отец — Абдул Расул Каргар — известный педагог и мэр города Андхой. В 1973 году пошёл в центральную школу города Андхой, затем продолжил среднее образование в школе «Шах Шахид» в провинции Кабул, а затем в школе «Абу Муслим».
Для получения высшего образования в 1984 году поступил в Кабульский университет. Затем получил стипендию на продолжение образования и поступил в Государственный университет им. А. И. Герцена в Петербурге, после окончания которого получил степень магистра, а затем и доктор философских наук. C 2011 года Мохаммад Шакир Каргар — почётный доктор в области международного права Государственного педагогического университета Санкт-Петербурга им. Герцена.

### Карьера
Получив образование в 1993 году, начал работать в качестве генерального директора международных бизнес-компаний. Участвовал во многих встречах в США, Канаде, Нидерландах, Турции, Италии и странах СНГ по вопросам обеспечения стабильности и мира в Афганистане.
В 2001 году принял участие в Боннской конференции в качестве первого заместителя президента Афганистана, после чего ему поручено возглавить министерство энергетики и водных ресурсов в составе Временной администрации Афганистана. В 2002 году, по итогам Боннской конференции, был утверждён в качестве одного из 5 вице-президентов переходного правительства Афганистана.
С 2003 по 2005 год — министр энергетики и водных ресурсов. На должности министра активно участвовал в развитии инфраструктуры Афганистана. В 2005 году был избран депутатом Волеси Джирга от северной провинции Фарьяб и назначен членом комиссии парламента по международным отношениям.
В 2012 году в Азербайджане впервые было открыто посольство Исламской Республики Афганистан, и Мохаммад Каргар взял на себя полномочия её посла в Баку. В 2013 году был назначен на должность министра торговли и промышленности.
С 2015 до 2019 года исполнял обязанности специального представителя Президента Афганистана по сотрудничеству с Россией и странами СНГ.
В 2020 году был назначен главой администрации Президента Исламской Республики Афганистан.

## Семья
Женат, двое детей: сын и дочь.